# Берг (Рейн-Лан)
Берг (нім. Berg) — громада в Німеччині, розташована в землі Рейнланд-Пфальц. Входить до складу району Рейн-Лан. Складова частина об'єднання громад Наштеттен.
Площа — 3,30 км2. Населення становить 246 ос. (станом на 31 грудня 2020).